# Menceyato de Taoro

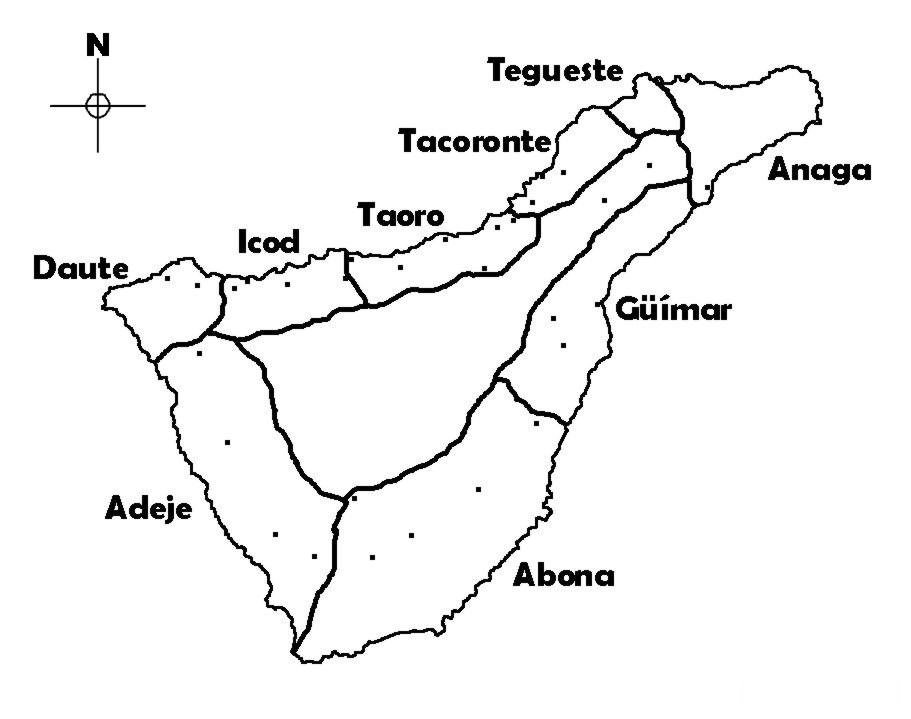
Menceyatos de Tenerife

Le Menceyato de Taoro était l'une des neuf collectivités territoriales des Guanches de l'île de Tenerife, aux îles Canaries, au moment de la conquête par la Couronne de Castille au XVe siècle.
Ce royaume guanche (menceyato) était situé au nord de l'île. Au moment de la conquête, c'était le royaume aborigène le plus important de Ténérife. Il occupait les communes de Puerto de la Cruz, La Orotava, La Victoria de Acentejo, La Matanza de Acentejo, Los Realejos e Santa Úrsula.
Ses menceyes bien connus (roi guanches) étaient Bencomo et Bentor.

## Note
1. ↑  Conquista y antiguedades de las islas de la Gran Canaria y su descripción, con muchas advertencias de sus privilegios, conquistadores, pobladores, y otras particularidades en la muy poderosa isla de Tenerife  (Trad.Spa :"La conquista e i reperti delle isole Gran Canaria con la loro descrizione, sui privilegi, i conquistatori, i coloni, e altre caratteristiche della potente isola di Tenerife")